# One-north (métro de Singapour)
one-north est une station de métro à Singapour, elle dessert le quartier d'affaires du même nom. 
Elle est également proche du one-north Park, Dover Medical Centre et INSEAD Asia campus entre autres. 

## Histoire
La station a été inaugurée le 8 Octobre 2011.